# Higinio Carrocera
Higinio Carrocera Mortera (Barros, enero de 1908 - Oviedo, 8 de mayo de 1938) fue un histórico anarcosindicalista español con destacada actuación en la Revolución asturiana de 1934 y en el desarrollo de la Guerra Civil en Asturias.

## Biografía

### Juventud
Hijo de un matrimonio obrero, durante su infancia ayudó a su familia en las tareas agrícolas a la vez que asistía a la escuela primaria del pueblo. Obrero metalúrgico de profesión, comenzó a trabajar para la empresa Duro Felguera y a temprana edad se afiliaría a la CNT, sindicato mayoritario entre los metalúrgicos de La Felguera.
Participó activamente en la Revolución de 1934, en la que dirigió una columna que, desde La Felguera, llegó a Oviedo el 6 de octubre. Tras la derrota de la Revolución pudo escapar, pero fue detenido en Zaragoza el 7 de agosto de 1935 junto a Constantino Antuña Huerta y llevado a la cárcel de Oviedo. Conocida la victoria del Frente Popular en las elecciones de febrero de 1936, participó en el motín de presos que consiguió la libertad de estos el 20 de febrero, un día antes de promulgarse la amnistía.

### Papel durante la Guerra Civil
Al comenzar la Guerra Civil, el 17 de julio, participó en la toma del cuartel de la Guardia Civil de La Felguera. Dos días después marchó al frente de 400 anarcosindicalistas hacia Gijón, donde tuvo un papel destacado en las acciones militares que permitieron la toma del cuartel de Simancas y el de El Coto. Tras la toma del cuartel del regimiento «Simancas» se produjo una matanza, que el propio Carrocera intentó impedir sin éxito. Posteriormente dirigiría las operaciones militares durante el sitio de Oviedo. Fue herido en septiembre de 1936 en el sector de Villafría, en la lucha contra las columnas gallegas. Confirmado como mayor de milicias, fue uno de los más sobresalientes mandos de la Milicia confederal. El autor anarcosindicalista Diego Abad de Santillán lo llegó a calificar de «auténtico héroe».
Carrocera, partidario de la militarización de las milicias, llegó a mandar un batallón e intervino en diversas operaciones militares.
En septiembre de 1937 pasó a mandar la 192.ª Brigada Móvil. Al frente de su unidad tendría una destacada actuación en la dura Batalla de El Mazuco, logrando defender tenazmente un desfiladero frente a las unidades franquistas. Gracias a ello se pudo detener varios días el avance de las Brigadas Navarras. A propuesta del oficial de Estado Mayor Francisco Ciutat, le fue concedida la Medalla de la Libertad por su heroica actuación. Herido en estos combates, no tardó en incorporarse de nuevo al frente.

### Captura y ejecución
Caída Asturias en manos del ejército franquista, fue detenido y llevado a un campo de concentración en Galicia. Carrocera se había negado a ser evacuado por mar junto a otros mandos republicanos. Al ser reconocido fue conducido de nuevo a Asturias, donde ingresó el 3 de enero en la cárcel de Oviedo. Al mes siguiente, el 21 de febrero, compareció ante un Consejo de guerra que lo condenó a muerte, siendo fusilado el 8 de mayo de 1938.